# Richard Robert Madden
Richard Robert Madden (né le 22 août 1798 à Dublin, Irlande, mort le 5 février 1886 à Dublin) est un médecin, écrivain, abolitionniste irlandais et historien de la Société des Irlandais unis.

## Biographie
Né à Wormwood Gate, un quartier de Dublin, fils d'Edward Madden, un fabricant de soie, il fut élevé dans des écoles privées. Il étudia la médecine à Paris, en Italie et au St George's Hospital de Londres. Tandis qu'il était à Naples, il fit la connaissance de Marguerite de Blessington et de son cercle.
Madden fut employé par le service public britannique à partir de 1833, d'abord en tant que juge de paix en Jamaïque où il était un des six Magistrats spéciaux envoyés pour superviser l'éventuelle libération de la population jamaïcaine esclave, selon les termes du Slavery Abolition Act 1833. À partir de 1835, il fut Super Intendant des esclaves libres à La Havane où naquit son fils, Thomas More Madden (en), qui devint plus tard chirurgien et écrivain. En 1839, il devint inspecteur du commerce esclavagiste sur la côte ouest de l'Afrique et en 1847, secrétaire des colonies de l'ouest de l’Australie. Il retourna à Dublin et fut nommé secretary of the Office for Loan Funds in Dublin en 1850.
Il mourut chez lui à Booterstown, juste au sud de Dublin et est enterré au Donnybrook Cemetery (en).

## Ouvrages publiés de son vivant

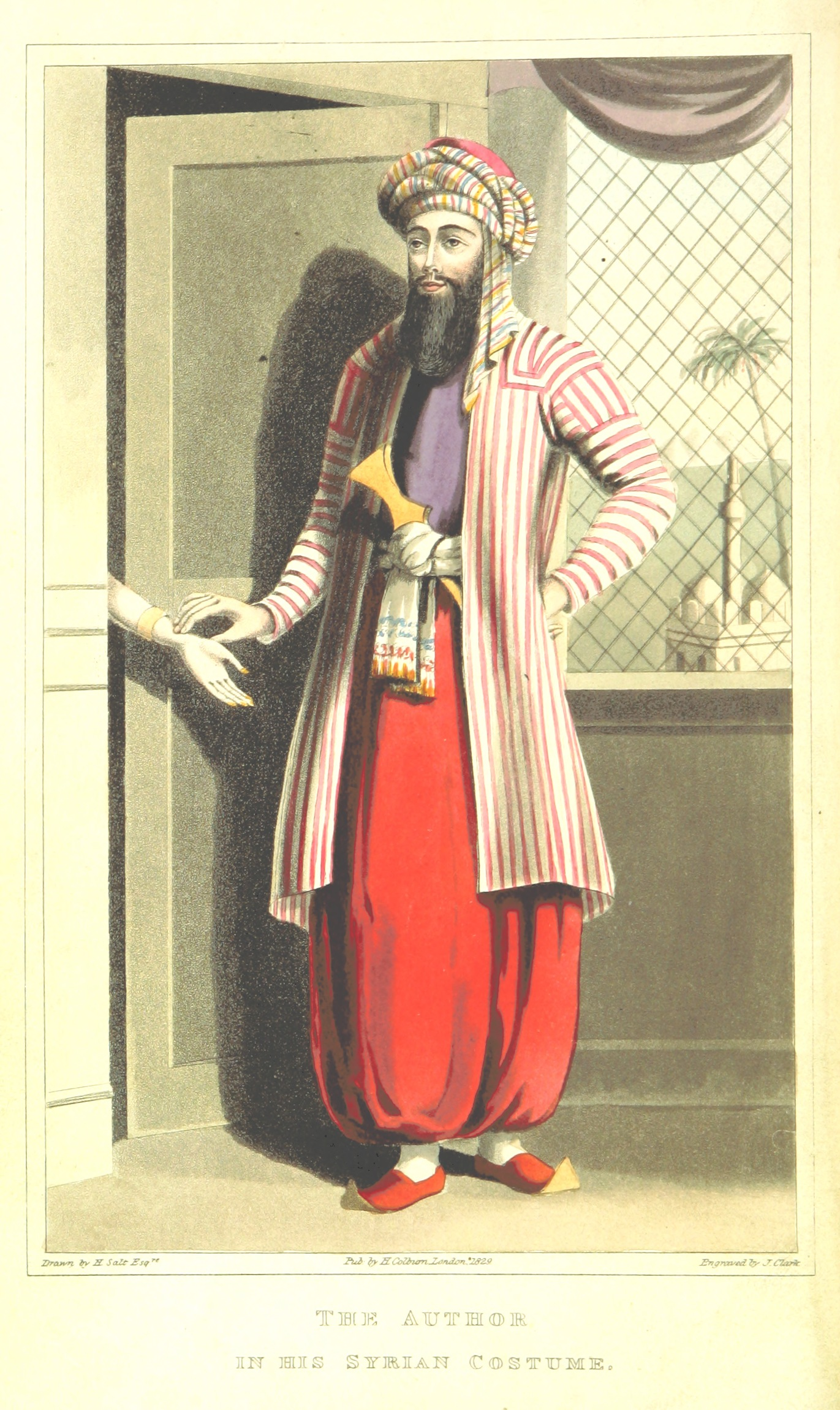
Madden en Syrie

À côté de plusieurs journaux de voyages en Turquie, Égypte, etc. en 1824–27, 1829, et autres (1833), son œuvre comporte un livre, The United Irishmen, their lives and times (1843, 7 Vols.), sur les causes de la rébellion irlandaise de 1798
- The Mussulman, London, H. Colburn and R. Bentley, 1830, trois vol. : disponible sur Internet Archive ; disponible sur Internet Archive ; disponible sur Internet Archive
- The infirmities of genius illustrated by referring the anomalies in the literary character to the habits and constitutional peculiarities of men of genius, London, Saunders and Otley, 1833. 2 vol. (LCCN 15013521). Available on Google Books: vol. 1 and vol. 2.
- A Twelvemonth’s Residence in the West Indies, during the transition from slavery to apprenticeship; with incidental notice of the state of society, prospects, and natural resources of Jamaica and other islands, Philadelphia, Carey, Lea and Blanchard, 1835. 2 vol. (LCCN 02013566). Available on Google Books: vol. 1 and vol. 2.
  - New edition, under the same title: Westport, Connecticut, Negro Universities Press, 1970.  (ISBN 0837132320). (LCCN 70100309)
- Juan Francisco Manzano, Poems by a slave in the island of Cuba, recently liberated; translated from the Spanish, by R. R. Madden, M.D., with the history of the early life of the negro poet, written by himself; to which are prefixed two pieces descriptive of Cuban slavery and the slave-traffic, by R. R. M., London, T. Ward & Co., 1840. [9]-188 p. (LCCN 01013046)
  - Note that there is an ew edition, under a shorter title: The Life and Poems of a Cuban Slave : Juan Francisco Manzano, 1797–1854 / edited by Edward J. Mullen, Hamden, Connecticut : Archon Books, 1981. vii, 237 p.  (ISBN 0208019006). (LCCN 81003652) – Madden's name as editor and translator seems to be given inside the book.
- The Connexion between the Kingdom of Ireland and the Crown of England ... With an appendix of the Privy Council correspondence during ... 1811, 1812, 1816, 1817., Dublin : James Duffy, 1845. iii-340 p.
- The History of the Penal Laws Enacted Against Roman Catholics, London : Thomas Richardson and Son, 1847. 1 vol. (80 p.). Available on Google Books.
- The Life and Times of Robert Emmet, Esq., Dublin : James Duffy Publisher, 1847 (first edition), XV-VII-343 p. (available on Google Books. Second edition : Glasgow :Cameron, Ferguson & Co., 1902, 272 p. (LCCN 04004402).
- The island of Cuba: its resources, progress, and prospects, considered in relation especially to the influence of its prosperity on the interests of the British West India Colonies., London, C. Gilpin; [etc., etc.] 1849. xxiv-252 p. (LCCN 29023832)
- The shrines and sepulchres of the Old and New World; records of pilgrimages in many lands and researches connected with the history of places remarkable for memorials of the dead, or monuments of a sacred character; including notices of the funeral customs of the principal nations, ancient and modern., London, T. C. Newby, 1851. 2 vol. (LCCN 16020251)
- The Life and Martyrdom of Savonarola, illustrative of the history of church and state connexion., London, T. C. Newby, 1853. 2 vol. (LCCN 06023658). Available on Google Books: vol. 1 and vol. 2.
- The Literary Life and Correspondence of the Marguerite de Blessington, London, T. C. Newby, 1855. 3 vol. (LCCN 13007744). Available on Google Books: vol. 1, vol. 2 and vol. 3.
  - Nouvelle édition sous le même titre : New York, AMS Press, 1973. 3 vol.  (ISBN 040407720X).
- Phantasmata ; or, Illusions and fanaticisms of Protean forms, productive of great evils., London, T. C. Newby, 1857. 2 vol. (LCCN 11006864)
- The Turkish Empire. In its Relations with Christianity and Civilization., London, T. C. Newby, 1862. 2 vol. (LCCN 05009240). Available on Google Books: vol. 2.
- Galileo and the Inquisition, London: Burns & Lambert; Dublin: J. Mullany, 1863. vi-210 p.
- Historical Notice of Penal Laws Against Roman Catholics: Their Operation and Relaxation During the Past Century, of Partial Measures of Relief in 1779, 1782, 1793, 1829, and of Penal Laws which Remain Unrepealed, Or Have Been Rendered More Stringent by the Latest So-called Emancipation Act., London : Thomas Richarson and Son, 1865. 241 p. Available on Google Books.
- The history of Irish periodical literature, from the end of the 17th to the middle of the 19th century, its origin, progress, and results; with notices of remarkable persons connected with the press in Ireland during the past two centuries., London : T. C. Newby, 1867. 2 vol. (vii-338 p. + 531 p.). Available on Google Books: vol. 1 and vol. 2.
- The memoirs (chiefly autobiographical) from 1798 to 1886 of Richard Robert Madden. Edited by his son Thomas More Madden., London, Ward & Downey, 1891. 4-328 p., [lire en ligne]

De la période qu'il passa en Jamaïque, sa correspondance et les comptes-rendus biographiques de plusieurs esclaves africains musulmans qui s'y trouvaient sont conservés. Il traite de ces thèmes dans ses mémoires en deux volumes, A Twelve Month's Residence in the West Indies.
Il écrivit également des poèmes pour The Nation, un journal irlandais

## Source
- Gera Burton, Ambivalence and the postcolonial subject : the strategic alliance of Juan Francisco Manzano and Richard Robert Madden, New York : Peter Lang, 2004, xii-144 p.,  (ISBN 0820470589), (LCCN 2003019581)